# بلدية سهل حوران
بلدية سهل حوران هي بلدية مركَزها الطرة، تقع في محافظة إربد شمال الأردن، في الجزء الأردني من سهل حوران، كما تشكل لواء الرمثا إلى جانب بلدية الرمثا التي تضم مدينة الرمثا والبويضة. تتميز مناطق بلدية سهل حوران بأراضيها المُنبسطة وإطلالتها المُتميزة على جبل الشيخ، كما تعتبر أوديتها جزءاً من روافد نهر اليرموك؛ وتعد المنطقة جزءاً لا يتجزأ من حوض نهر اليرموك. الطرة هي أكبر مناطق البلدية سكاناً ومساحةً.

## التأسيس
تأسست البلدية إثر دمج بلدية الطرة، و بلدية الشجرة، وبلدية عمراوة والذنيبة.